# Hermann Schievelbein

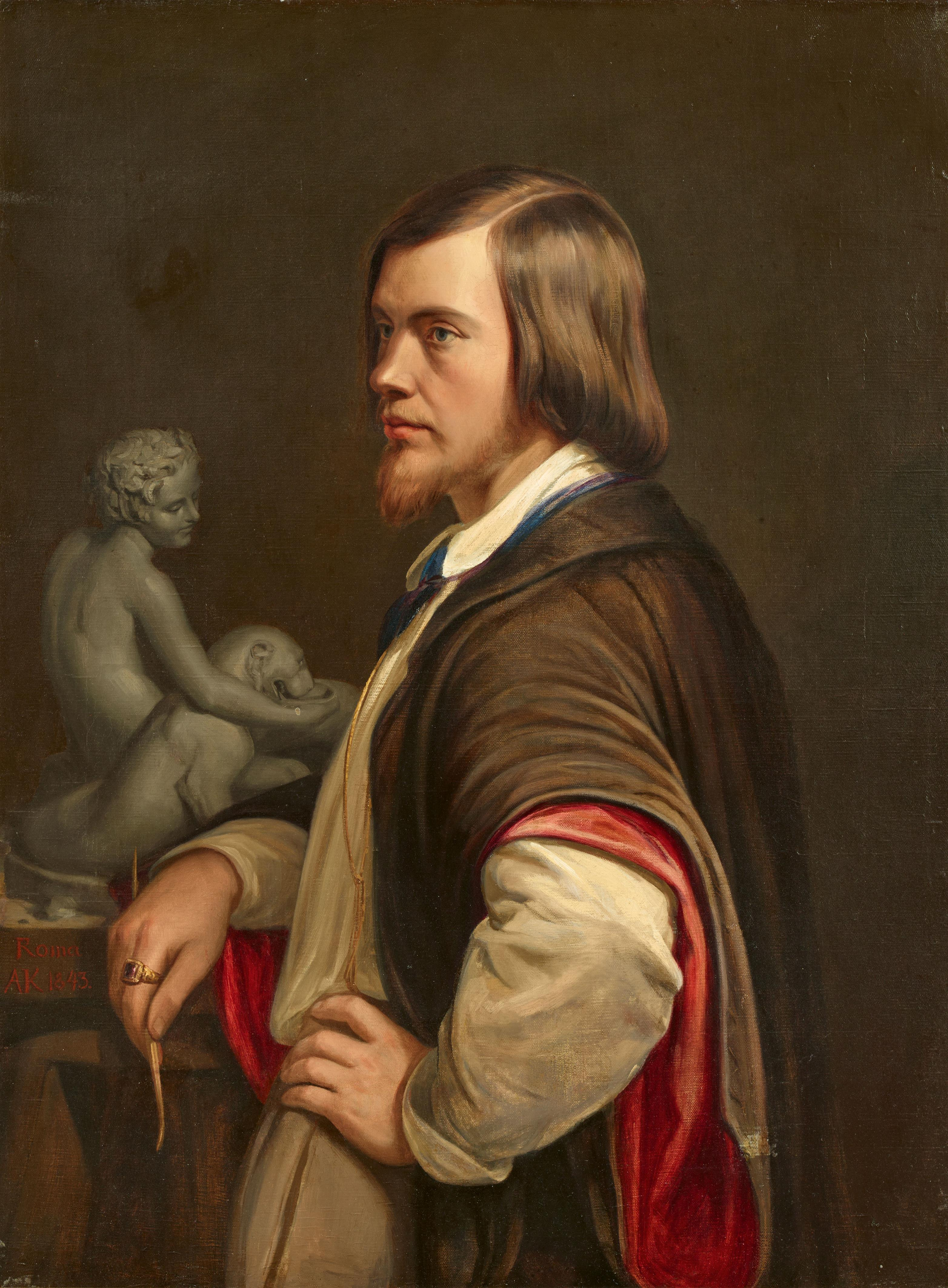
Portrait Schievelbeins von August Kaselowsky, 1843, Privatbesitz

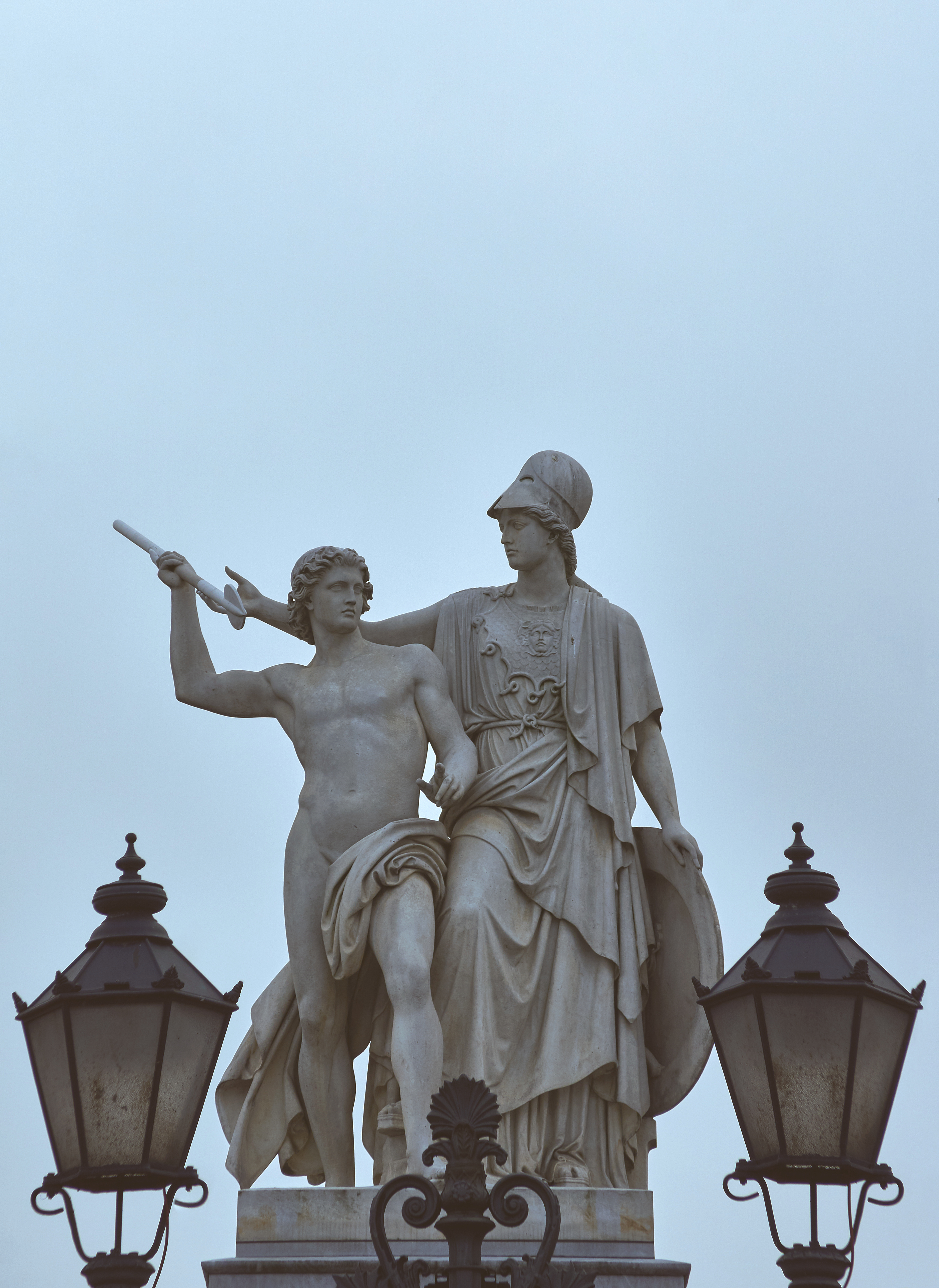
Athena unterrichtet den Jungen im Waffengebrauch – Berlin Schloßbrücke – 1853

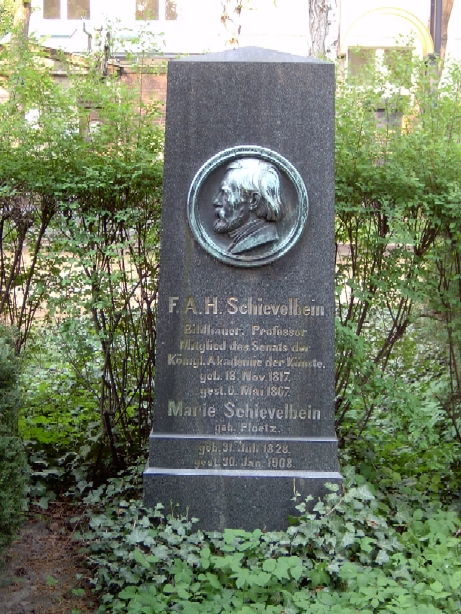
Grab Schievelbein, Dorotheenstädtischer Friedhof, Berlin

Friedrich Anton Hermann Schievelbein (* 18. November 1817 in Berlin; † 6. Mai 1867 ebenda) war ein deutscher Bildhauer.

## Leben
Seine erste Ausbildung erhielt Schievelbein beim Landschaftsmaler Carl Friedrich Trautmann. Als Schüler der Berliner Akademie studierte er 1835 bis 1838 beim Bildhauer Ludwig Wilhelm Wichmann. Nach dem Studium arbeitete er mit kurzer Unterbrechung drei Jahre in Sankt Petersburg und beteiligte sich an der plastischen Ausschmückung der Isaakskathedrale und des Winterpalastes. Zurückgekehrt aus Russland gewann er den Großen Staatspreis. Das mit dem Preis verbundene Stipendium erlaubte ihm 1843 eine Reise nach Italien, die er 1844 bereits wieder abbrach zugunsten des Auftrags für die Figur auf der Schlossbrücke. 1860 wurde er zum Professor an der Berliner Akademie der Künste berufen, 1866 zum Senatsmitglied der Akademie. Schievelbein betätigte sich neben der Bildhauerei auch in der Modellierung von bauplastischem Schmuck in der Tonwarenfabrik von Ernst March in Berlin-Charlottenburg.
Seine älteste Tochter war die Malerin und Schriftstellerin Gertrud Franke-Schievelbein und seine Enkelin war die Schriftstellerin Ilse Franke-Oehl.

## Werke
| 1845–1847 | Zinkgussplastiken der Apostel Simon Petrus, Jakobus, Matthias, Thomas und Paulus auf der Dom von Helsinki |
| 1848      | Relieffries Der Untergang von Pompeji im Griechischen Hof des Neuen Museums, Berlin |
| 1850/1851 | Terrakottareliefs Auszug der Krieger und die Heimkehr des siegreichen Heeres am Triumphtor am Fuße des Mühlenbergs, Potsdam |
| 1853      | Statue Athene unterrichtet den Jungen im Gebrauch der Waffen auf der Schloßbrücke in Berlin-Mitte |
| um 1860   | Zinkgussplastik Muse mit Pegasus auf dem Dach des Alten Museums in Berlin |
| 1863/1864 | Modelle allegorischer Figuren am West- und Ostflügel des Orangerieschlosses in Potsdam 1863 Der Januar, ausgeführt 1865 von Wilhelm Stürmer 1863 Der April, ausgeführt 1865 von Eduard Stützel 1863 Der Juni, ausgeführt 1864 von Eduard Stützel 1864 Der Oktober, ausgeführt 1866 von Wilhelm Stürmer 1864 Der Februar, ausgeführt 1866 von Wilhelm Stürmer 1864 Der März, ausgeführt 1866 von Eduard Stützel |
| 1867–1869 | Denkmal von Heinrich Friedrich Karl vom und zum Stein, früher Dönhoffplatz, heute vor dem Abgeordnetenhaus von Berlin |

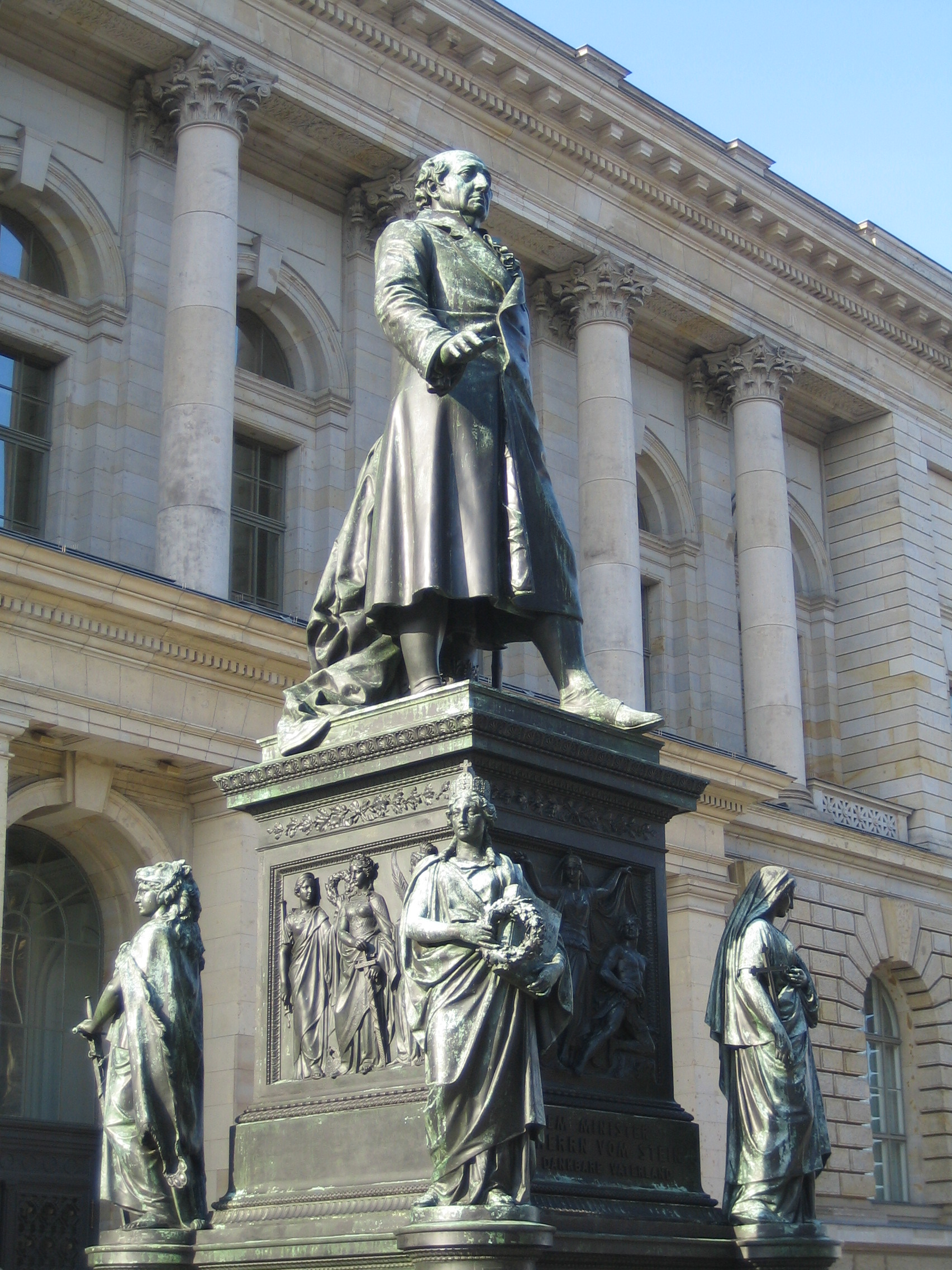
Denkmal für Freiherr vom Stein in Berlin
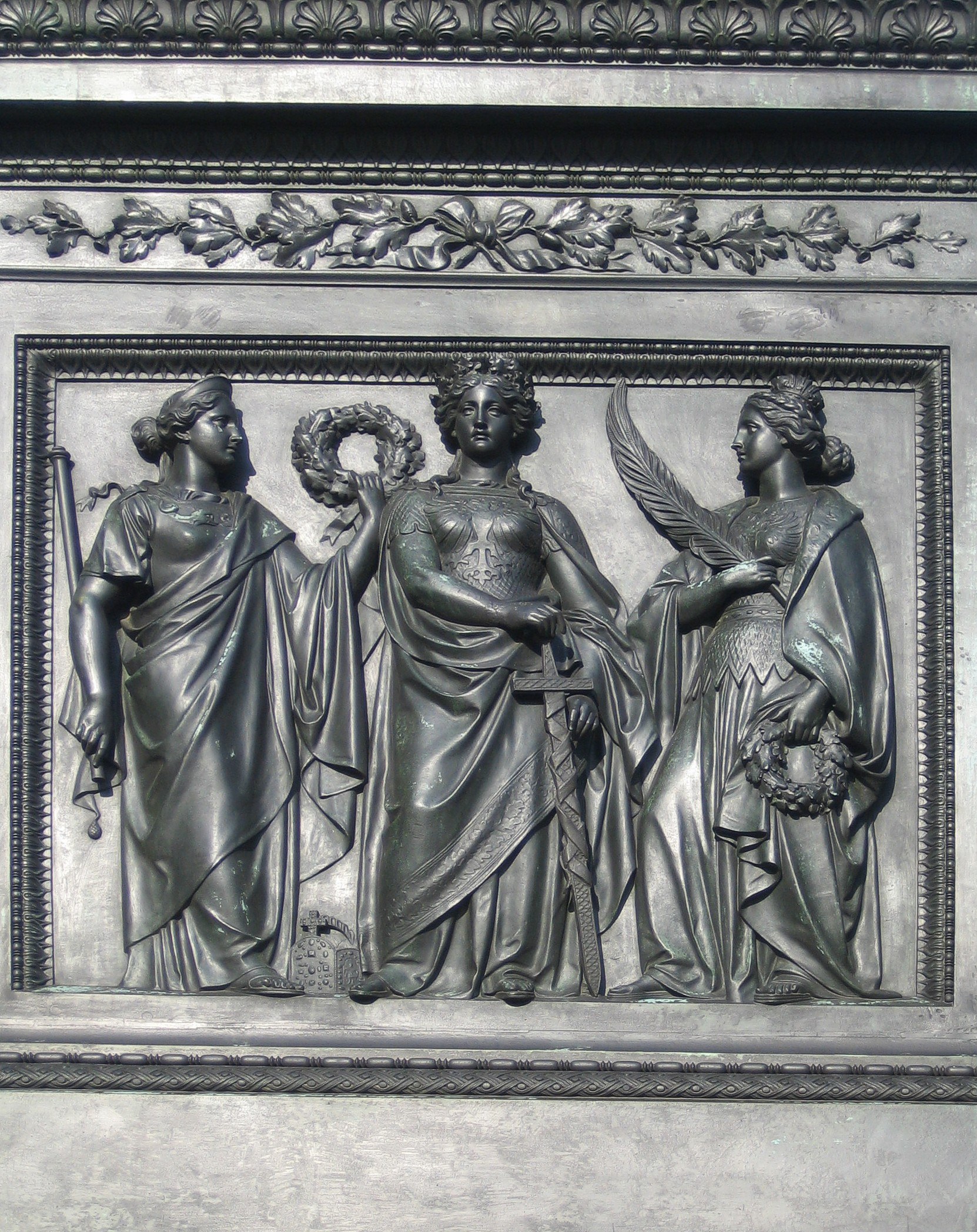
Sockelrelief am Denkmal Freiherr vom Stein
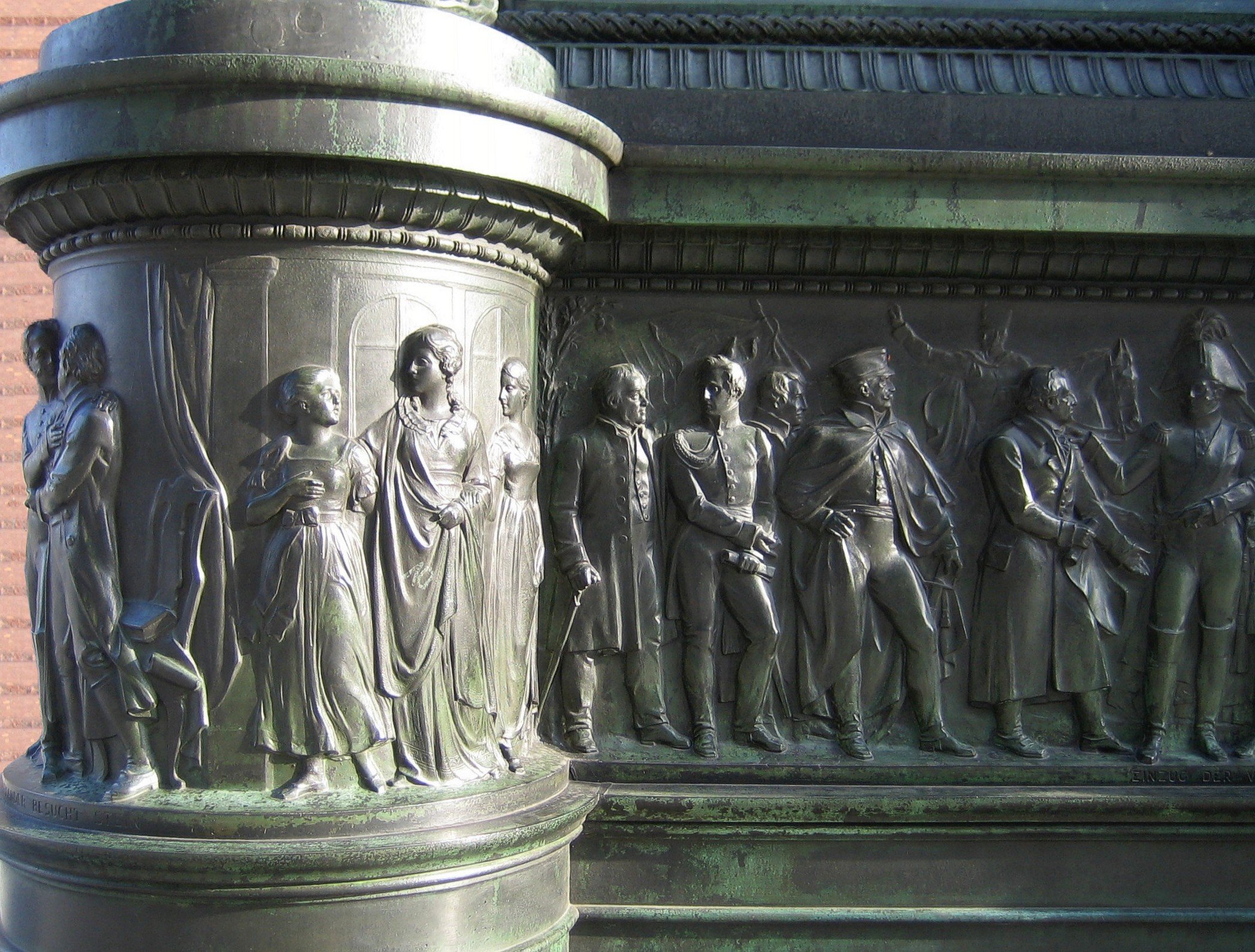
Sockelrelief am Denkmal Freiherr vom Stein
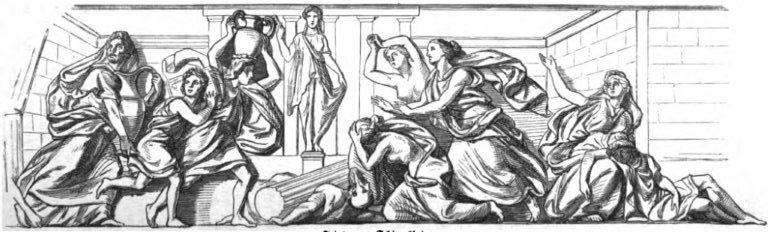
Fries Der Untergang von Pompeji.